# 정이안
정이안(본명: 이문섭, 1980년 6월 20일 ~ )은 대한민국의 배우이다.

## 학력
- 한양대학교 기계공학과

## 출연작

### 영화
- 《8월, 비》 (2016년) - 연우 / 연호 역
- 《돌아오지 않는 다리》 (2009년) - 이하사 역
- 《천국의 우편배달부》 (2009년) - 최건우 역

### 드라마 & 시트콤
- 《여자는 다 그래》 (2008년, E채널) - 김준우 역
- 《강적들》 (2008년, KBS2)
- 《KPSI 시즌1》  (2008년, SUPER ACTION) - 최현종 역
- 《로맨스 헌터》 (2007년, tvN) - 재연남 역
- 《소울메이트》 (2006년, MBC)